# Murád pasa tornya
Murád pasa tornyát (Budapest, I. kerület, Lovas út) Murád pasa építtette 1650 és 1653 között, eredetileg kazamaták voltak benne. A torony nagymértékben megrongálódott Buda visszavételekor, 1686-ban, de a 18. században újjáépítették. Ebben az időben a Bécsi kapu melletti kis rondellának jellemezték. Kazamatáját 1960-ban tárták fel, homlokzatát ezután állították helyre.